# Marita Petersen
Marita Petersen (* 21. Oktober 1940 in Vágur, Färöer; † 26. August 2001 in Tórshavn) war eine färöische Pädagogin und Politikerin der Sozialdemokratie (Javnaðarflokkurin). Sie war die erste Ministerpräsidentin der Färöer (1993–1994). Das erste Mal in der Geschichte der Färöer gab es mit Königin Margrethe II. sowohl eine Frau als Staatsoberhaupt, als auch mit Marita Petersen eine Frau als Regierungschefin.

## Familie
Marita war die Tochter des Lehrerehepaars Sámal Johansen aus Haldórsvík (1899–1991) und Anna Elisabeth Matras aus Viðareiði (1904–88). Am 17. Oktober 1962 heiratete sie den Anwalt Kári Dalsgaard Petersen (* 11. Januar 1936 in Velbastaður), dessen beiden Eltern ebenfalls Lehrer waren. Zusammen hatten sie die Söhne Atli (1963), Uni (1965) und Búi (1970).
Sie kam aus einer Familie mit starken kulturellen und politischen Traditionen. Beide Eltern waren Volksschullehrer. Der Vater war politisch aktiv und ihre beiden Brüder waren Kommunalpolitiker.

## Lehrerin
Marita Petersen machte 1964 selber ihr Lehrerexamen am Hellerup Seminarium in Dänemark und 1980 eine Zusatzausbildung zum cand. päd. psych. an Danmarks Lærerhøjskole.
Bis 1989 unterrichtete sie als Volksschullehrerin, bis sie Unterrichtsleiterin im Landesschuldirektorat (Landsskúlafyrisitingin) wurde. 1998 wurde sie Leiterin des Sernámsmiðdepilin (Spezialpädagogisches Zentrum). 1980–1984 war sie Vorsitzende des Lehrerverbandes der Färöer (Føroya Lærarafelag).

## Løgmaður
Marita Petersen war die erste Frau, die es bis an die Spitze der färöischen Politik schaffte, d. h. 1993 der erste weibliche Løgmaður (Chef der Autonomieregierung) wurde. Schon früh entwickelte sie ein politisches Bewusstsein und war schon 30 Jahre lang Mitglied der Sozialdemokraten, als sie 1988 zum ersten Mal ins Løgting, das Parlament der Färöer, gewählt wurde. 1990–1993 war sie in der Landesregierung der Färöer Kultur- und Bildungsministerin. In dieser Funktion setzte sie sich für eine Berufsausbildungsreform ein. Sie sprach sich für Ausbildungszentren aus, in denen verschiedene Ausbildungszweige in ein größeres fachübergreifendes Milieu zusammengefasst werden.
Eine andere große Reform, die sie anschob, war die Liberalisierung der färöischen Alkoholgesetzgebung, die die härteste der westlichen Welt war. Seitdem können Färinger Bier in jedem Supermarkt und Kiosk kaufen und härteren Alkohol in staatlichen Läden. Auch Schankerlaubnisse für Gaststätten und Veranstaltungen waren nun möglich.
1993–1994 war Marita Petersen Løgmaður, und dies waren gleichzeitig sehr turbulente Jahre in der Geschichte der Färöer, in der sowohl der Finanzsektor als auch der Arbeitsmarkt kollabierten. Dramatische Arbeitslosenzahlen, Zwangsversteigerungen und Massenauswanderung setzten den Färöern zu.
In dieser Periode war Marita Petersen eine harte Verhandlungsleiterin mit der Danske Bank, um einen wirtschaftlichen Zusammenbruch der Färöer zu verhindern. Schließlich kaufte die färöische Landesregierung die Aktien der Danske Bank an der Føroya Banki, die zuvor die Bankenkrise der Färöer ausgelöst hatte. Dänemark wurde der einzige Gläubiger der Färöer, verlangte im Gegenzug aber eine Umstrukturierung und Monopolisierung der Fischereiindustrie, die die Anzahl der Fischfabriken drastisch reduzierte. Fischereiquoten wurden eingeführt.
Um Massenentlassungen und den Zusammenbruch des öffentlichen Beschäftigungssektors der Färöer zu verhindern, handelte sie mit den Beschäftigten eine Gehaltssenkung aus. Als Regierungschefin legte sie großes Gewicht auf die Koordination der Verwaltung, Landesregierung und des Parlaments, und sie war in Verhandlungen mit Dänemark über die Neuordnung der Autonomie der Färöer in Richtung mehr Selbständigkeit.

## Parteivorsitzende
1993 wurde Marita Petersen auch Vorsitzende der Sozialdemokratischen Partei. Intern arbeitete sie für eine Demokratisierung und ein neues Parteiprogramm. Sie kümmerte sich um die Aktivierung weiblicher Mitglieder und die Schaffung eines Frauennetzwerks, dessen sie sich als Ministerin und Løgmaður bedienen konnte. Sie war eine aktive Vorkämpferin für ein Gleichstellungsgesetz, das 1994 angenommen wurde.
Nach den Parlamentswahlen im gleichen Jahr leitete sie die Koalitionsverhandlungen. Die Sozialdemokraten kamen zwar mit in die Regierung, aber bekamen nicht den Chefposten, woraufhin sich Marita Petersen in die Arbeit als einfache Abgeordnete zurückzog. Damit brach sie gleichwohl eine Parteitradition, nach der der Vorsitzende immer der Landesregierung angehört (sofern die Partei an der Regierung beteiligt ist). Stattdessen wurde sie die erste Parlamentsvorsitzende in der Geschichte der Färöer.

## Rückzug
1995 gab es bei den Parteivorstandswahlen der Sozialdemokraten eine Kampfkandidatur gegen sie. Sie gewann, kandidierte 1996 aber nicht mehr zur Wiederwahl als Parteivorsitzende. Sie kandidierte 1998 auch nicht mehr für das Løgting, sondern kümmerte sich lieber um das Spezialpädagogische Zentrum, dessen Leiterin sie kurz zuvor wurde.
Dadurch, dass sie als Frau einen Männerjob erledigte und die Färöer aus einer der größten Krisen ihrer Geschichte führte, erntete sie großen Respekt.